# لص الوجه (مانغا)
لص الوجه (باليابانية: 顔泥棒، بالروماجي: Kao Dorobō) هي مانغا يابانية من تأليف ورسم جونجي إيتو، نشرت من قبل أساهي سونوراما في مجلة هالوين الشهرية وفي مجلة نيموكو، منذ ديسمبر عام 1987 حتى عام 1997، تم تجمع فصول المانغا من قبل أساهي سونوراما في مجلد تانكوبون واحد، نشر في يناير عام 1998. هذه المانغا هي المجلد الرابع من مجموعة جونجي إيتو.

## القصة
- لص الوجه (باليابانية: 顔泥棒، بالروماجي: Kao Dorobō)

تدور أحداث القصة عن يومي ماتشيدا هي الفتاة أنتقلت إلى مدرسة جديدة، توجد في فصلها فتاتان توائم، تبدأ أحداهما في متابعتها، مما يثير استياءها.
- فزاعة (باليابانية: 案山子، بالروماجي: Kakashi)

تدور أحداث القصة عن نوماتا هو رجل حزين على وفاة ابنته يوكي، و يزور قبرها باستمرا على الرغم من مرور أسابيع على جنازتها، ويضع فزاعة على قبرها ليخيف صديقها توشيو، الذي يعتبره السبب في وفاتها، بمرور الوقت
أخذ الفزاعة صورة ابنته، وسرعان ما يحذو أهل القرية حذوه.
- السقوط (باليابانية: 落下، بالروماجي: Rakka)

تدور أحداث القصة عن سلسلة من حالات الانتحار الغربية التي تحدث في المدينة، ويبدأ سكان المدينة في الاختفاء في الليل، ويعودون إلى الظهور عندما يسقطون من سماء إلى الأرض ويموتون.
- الخيط الأحمر (باليابانية: 赤い糸، بالروماجي: Akai Ito)

تدور أحداث القصة عن إيشي الذي تركته صديقته موموكو ساكوراي، مما دفعه إلى ترك المدرسة لثلاثة أيام، من أجل التغلب على حزنه. عندما عاد إلى المدرسة اكتشف بعض الغرز الحمراء الغريبة على معصمه، ثم على بطنه، ويحاول إيشي أن يكتشف مصدرها.
- أسلافي الأعزاء (باليابانية: ご先祖様، بالروماجي: Go-senzo-sama)

تدور أحداث القصة عن ماكيتا الذي يجد صديقته ريسا تتجول بلا هدف في المدينة، اكتشف أنها فقدت ذكرياتها، عندما طلب المساعدة الطبيب، أخبره أنها ربما شاهدت شيئًا مؤلمًا قبل أن تفقد ذكرياتها، عندما عادت ريسا إلى المنزل، أصبحت وتعاني من كوابيس عن يرقات عملاقة، ولكنها لم تعرف ما هو الذي تسبب في فقدان الذاكرتها. يريد ماكيتا المساعدتها في استعادو ذكرياتها ويطلب منها الحضور إلى منزله.
- البالونات المعلقة (باليابانية: 首吊り気球، بالروماجي: Kubitsuri Kikyū)

تدور أحداث القصة عن كازوكو التي انتحرت صديقتها فوجينو تيرومي، بشنق نفسها في الأماكان عام، مع انتشار أخبر وفاتها، تنتشر موجة من حالات الانتحار المقلدة، مما أدى إلى انتشار شائعات غريبة عن شبح تيرومي.

## فيلم حي
اقتبست قصة فزاعة إلى فيلم حي تحت عنوان كاكاشي، من إخراج نوريو تسوروتا، عرض في اليابان في عام 2001.